# Dorstenia gigas
Dorstenia gigas é uma espécie botânica pertencente à família Moraceae.

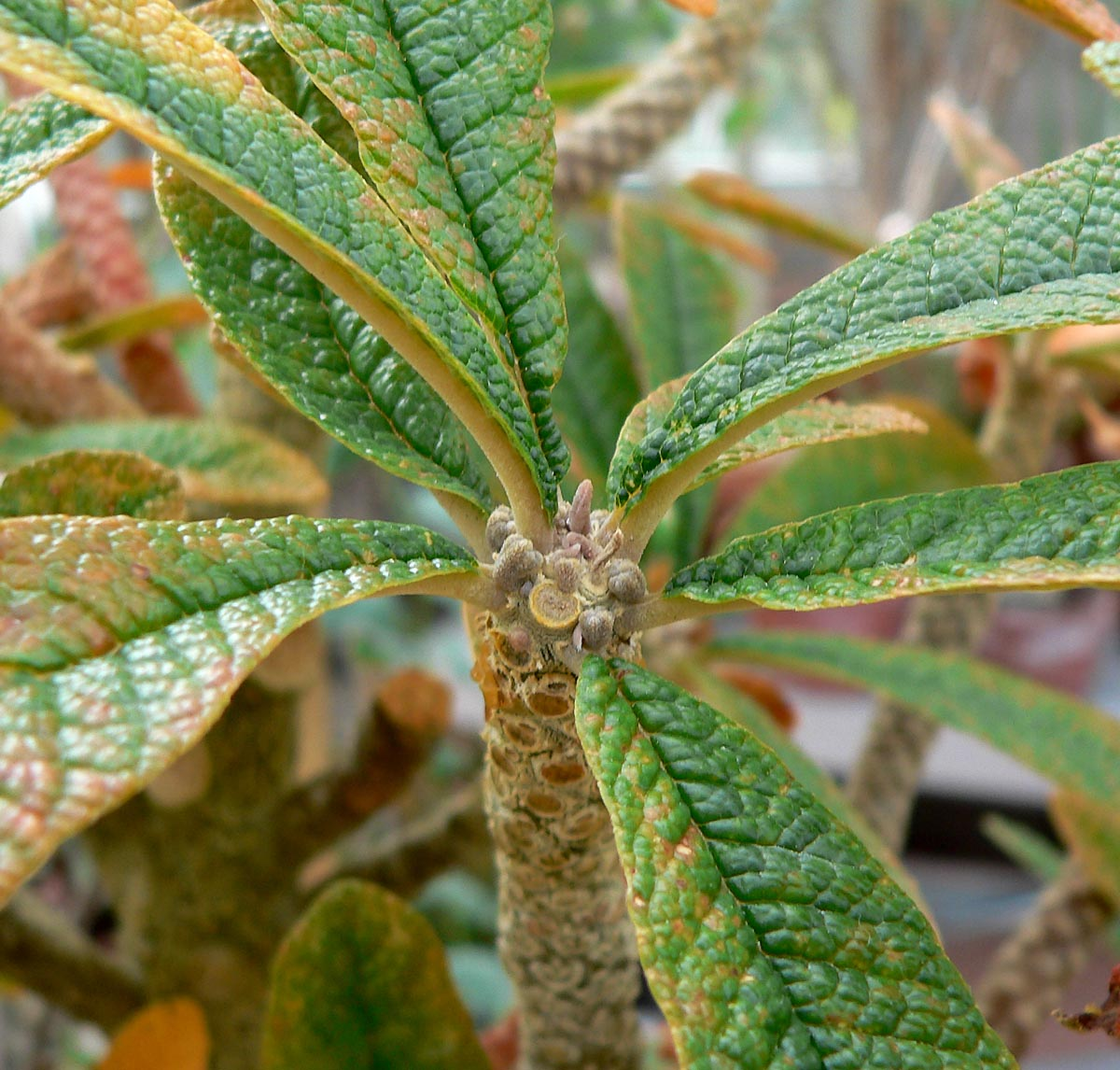
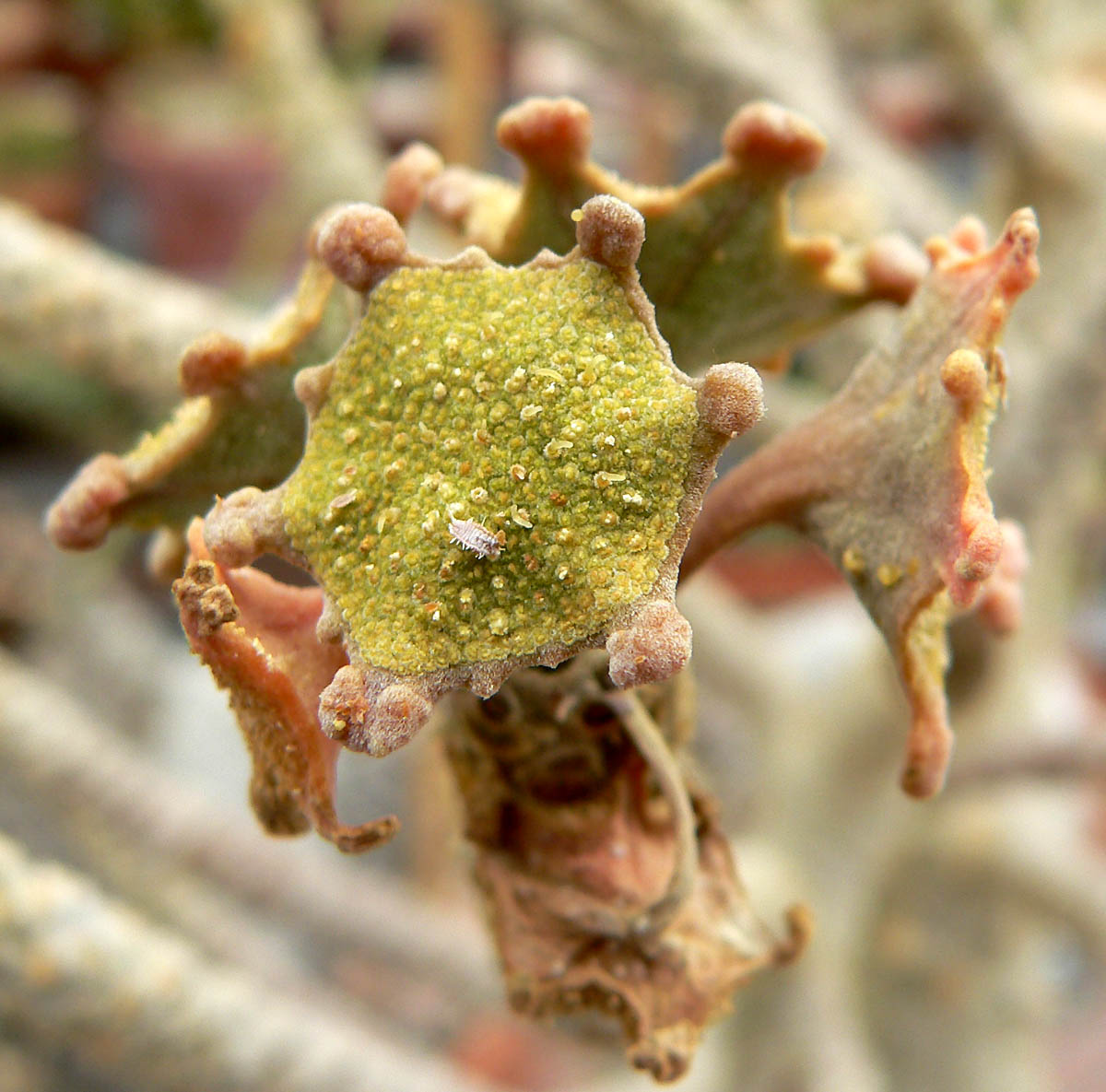